# Montaigut-le-Blanc (Puy-de-Dôme)
Montaigut-le-Blanc ist eine französische Gemeinde mit 923 Einwohnern (Stand 1. Januar 2022) im Département Puy-de-Dôme in der Region Auvergne-Rhône-Alpes (vor 2016 Auvergne). Sie gehört zum Arrondissement Issoire und zum Kanton Le Sancy (bis 2015 Champeix). Die Einwohner werden Montacutins genannt.

## Lage
Montaigut-le-Blanc liegt etwa 24 Kilometer südsüdöstlich von Clermont-Ferrand am Couze Chambon in der Limagne. Umgeben wird Montaigut-le-Blanc von den Nachbargemeinden Olloix im Norden und Nordwesten, Ludesse im Norden und Nordosten, Champeix im Osten, Clémensat im Südosten, Saint-Floret im Süden und Südosten, Creste im Südwesten, Grandreyrolles im Westen sowie Saint-Nectaire im Westen und Nordwesten.

## Bevölkerungsentwicklung
| Jahr                       | 1962 | 1968 | 1975 | 1982 | 1990 | 1999 | 2006 | 2013 |
| Einwohner                  | 592  | 524  | 530  | 507  | 568  | 601  | 717  | 825  |
| Quellen: Cassini und INSEE |      |      |      |      |      |      |      |      |

## Sehenswürdigkeiten
- Menhir von Gourdon
- Kirche Saint-Blaise
- Burgruine, seit 1889 Monument historique
- mittelalterliches Ortstor aus dem 13. Jahrhundert, Monument historique seit 1926
- Turm von Rognon

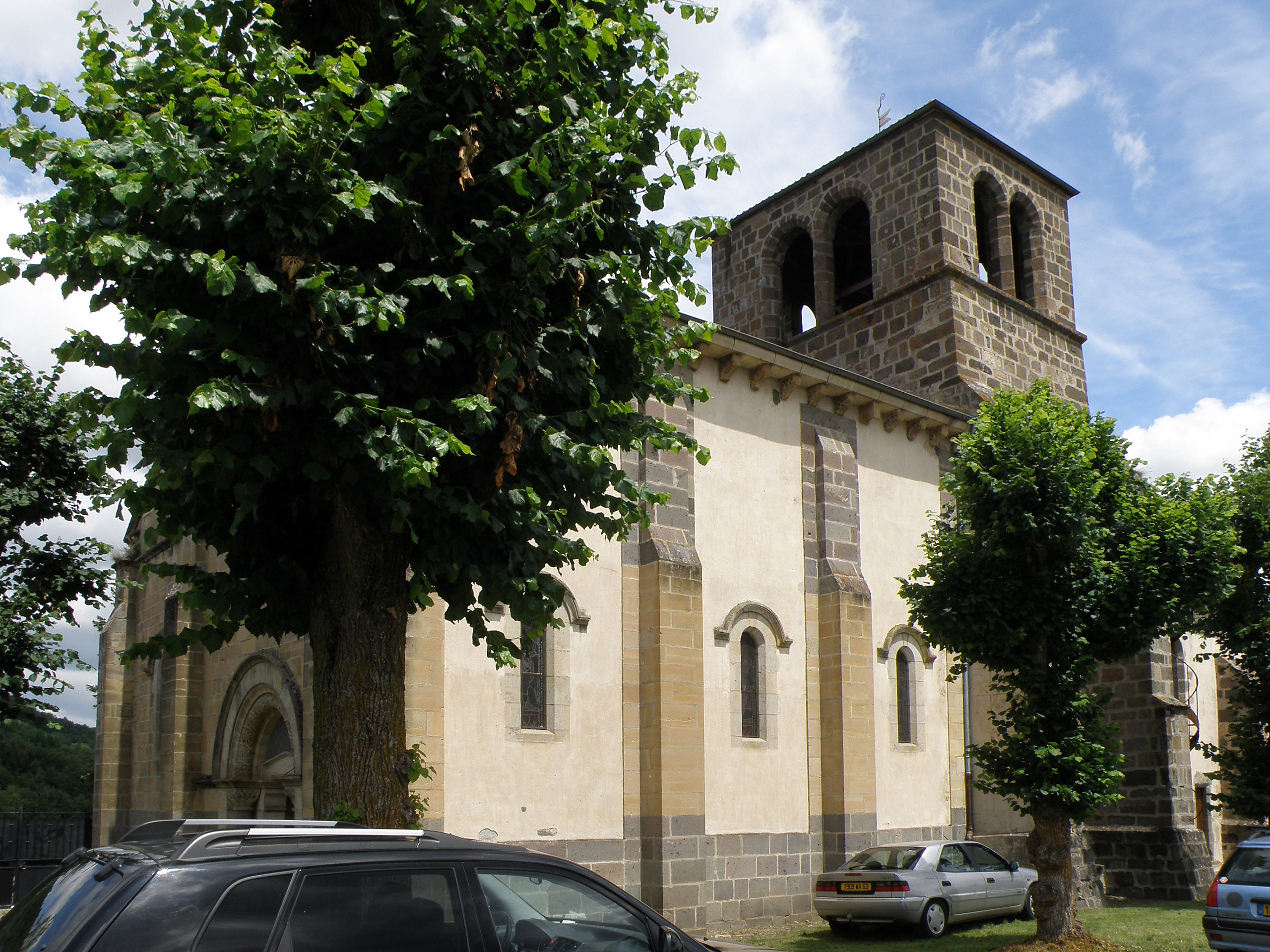
Kirche Saint-Blaise
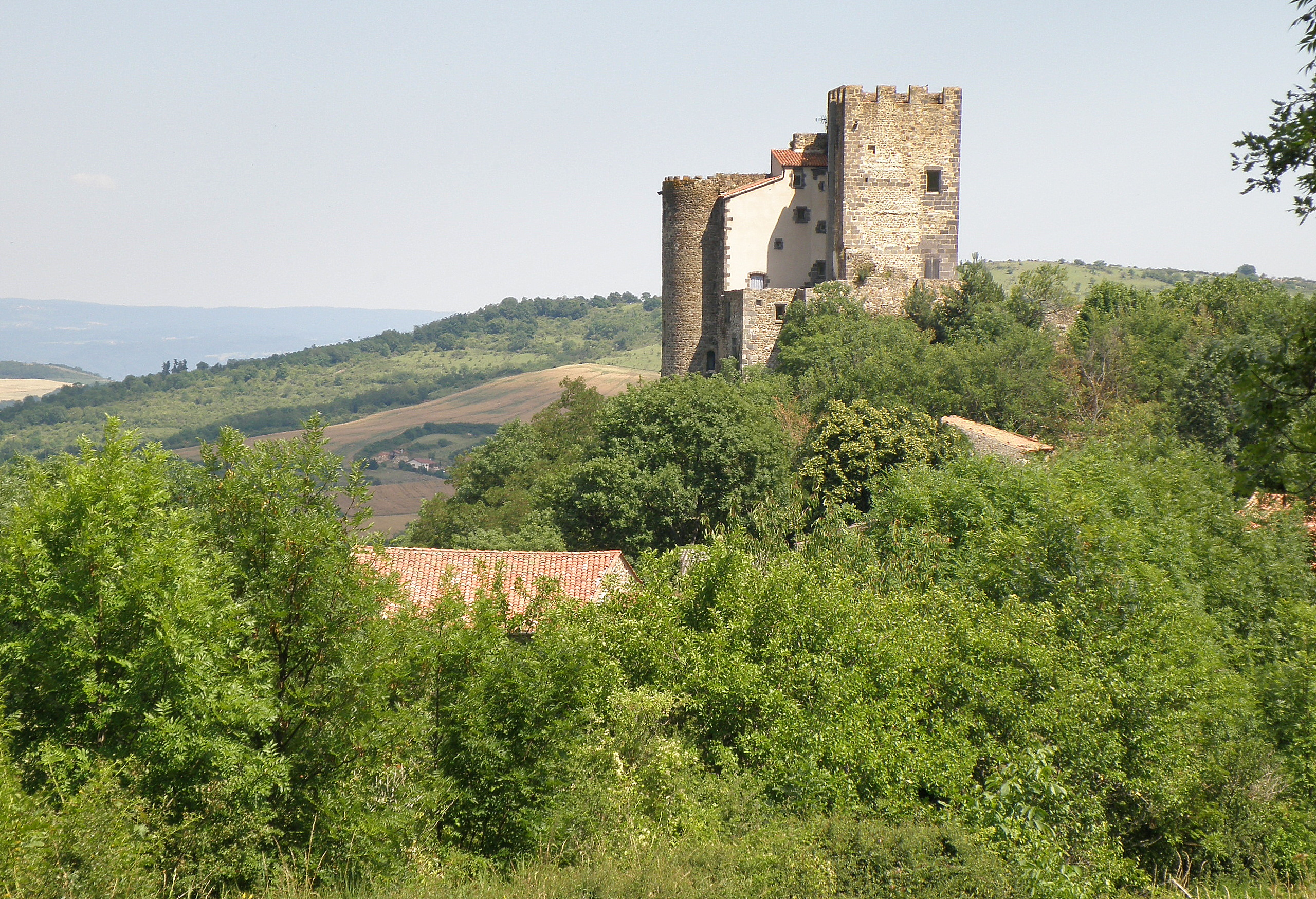
Burgruine
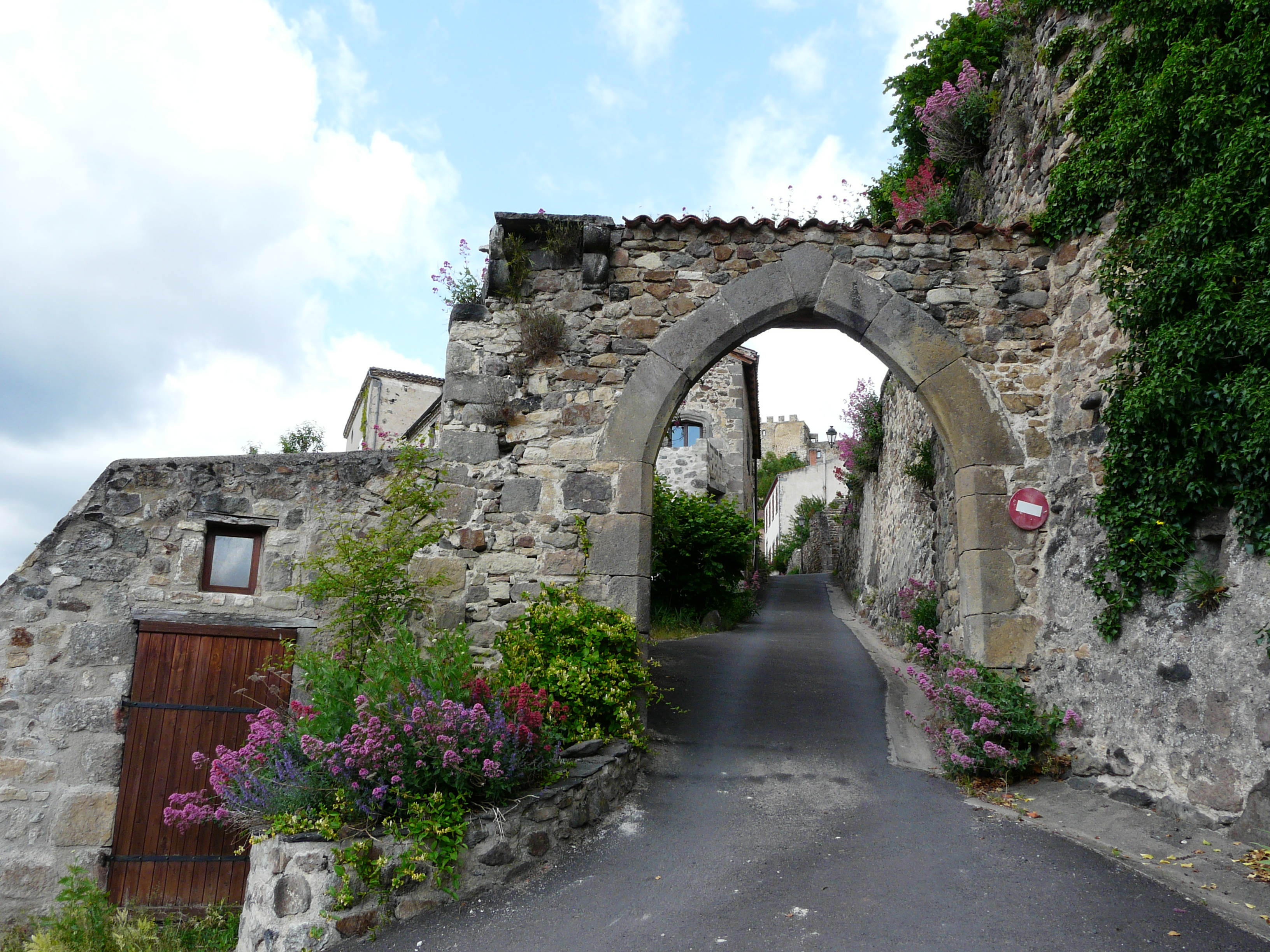
Mittelalterliches Tor